# کریم دمیربای
کریم دمیربای ترکی استانبولی: Kerem Demirbay؛ زادهٔ ۳ ژوئیهٔ ۱۹۹۳)، یک بازیکن فوتبال ترک‌تبار،زادهٔ آلمان است که برای باشگاه فوتبال گالاتاسرای بازی می‌کند.
از باشگاه‌هایی که در آن فعالیت داشته،می‌توان به هامبورگ، کایزرسلاوترن، فورتونا دوسلدورف، هوفنهایم، بایر لورکوزن و گالاتاسرای اشاره کرد.
وی همچنین در تیم ملی فوتبال آلمان بازی کرده‌است.
دمیربای در سال ۲۰۱۷ توانست با تیم ملی آلمان قهرمان جام کنفدرانسیون‌ها شود. او در این رقابت‌ها یک گل زده‌است.